# Яковлев, Тимофей Алексеевич
Тимофе́й Алексе́евич Я́ковлев (20 мая [2 июня] 1905 — 31 декабря 1974) — советский воин-артиллерист в Великой Отечественной войне, Герой Советского Союза (24.03.1945). Младший сержант.

## Биография
Родился в деревне Чистоозёрская Завьяловской волости Барнаульского уезда Томской губернии (ныне Завьяловского района Алтайского края) в крестьянской семье. По национальности русский. Окончил 4 класса церковно-приходской школы.
С 1923 года проживал в городе Новониколаевск (ныне Новосибирск), где трудовую деятельность начал с работы на мельнице. С 1933 года работал откатчиком и забойщиком на золотодобывающем руднике «Коммунар» в Ширинском районе Хакасской автономной области. С 1939 года — навалоотбойщик и горный мастер на шахте города Черногорска Хакасской автономной области. С 1940 года — горный мастер на шахте № 3 Канского рудоуправления (г. Канск Красноярского края). 
С апреля 1942 года в Красной Армии. С сентября этого же года на фронте. Воевал стрелком противотанкового ружья в 10-й отдельной истребительно-противотанковой бригаде на Воронежском фронте. В марте 1943 года был ранен. В том же году вступил в партию (партийный билет № 5832734).
После выздоровления зачислен в 184-ю стрелковую дивизию, в составе которой участвовал в Курской битве на Воронежском фронте и 19 июля 1943 года был награжден орденом Красной Звезды за сбитый из противотанкового ружья немецкий самолёт. Затем с дивизией воевал на Калининском, 1-м Прибалтийском, 3-м Белорусском фронтах.
Наводчик орудия 415-го отдельного истребительно-противотанкового дивизиона 184-й стрелковой дивизии 45-го стрелкового корпуса 5-й армии 3-го Белорусского фронта младший сержант Т. А. Яковлев совершил подвиг в ходе Вильнюсской фронтовой наступательной операции. Преодолев за 12 суток с боями свыше 200 километров, дивизион глубоко проник в тыл немецких войск, обошёл с севера город Каунас и 17 июля 1944 года с боем форсировал реку Неман северо-западнее Каунаса.
В двухдневном сражении на плацдарме 17-18 июля 1944 года наводчик Тимофей Яковлев подбил семь танков противника и уничтожил до 200 солдат и офицеров вермахта. В боях Т. А. Яковлев получил несколько тяжелых ранений: осколком снаряда у него была пробита грудь и лёгкое, другим осколком перебита нога.
Указом Президиума Верховного Совета СССР от 24 марта 1945 года за мужество и героизм, проявленные на фронте борьбы с немецко-фашистскими захватчиками, сержанту Яковлеву Тимофею Алексеевичу присвоено звание Героя Советского Союза с вручением ордена Ленина и медали «Золотая Звезда» (№ 4937).
В августе 1945 года был демобилизован по инвалидности. Жил в городе Черногорске в Хакасии, где работал мастером на шахте. По некоторым данным, в конце 1940-х годов по организационному набору приезжал на Сахалин, где работал шахтёром в Долинском и Углегорском районах. В 1955 году переехал в город Джамбул Казахской ССР (ныне город Тараз), работал в военизированной охране на суперфосфатном заводе. Умер 31 декабря 1974 года.

## Награды
- Медаль «Золотая Звезда» Героя Советского Союза (24.03.1945; № 4937);
- орден Ленина (24.03.1945);
- Орден Отечественной войны II степени (27.07.1944);
- орден Красной Звезды (25.07.1943, № 255609);
- Орден Славы III степени (20.01.1944, № 13034);
- медали.

## Память
- В селе Завьялово на Мемориале Славы установлен бюст Т. А. Яковлева;
- В городе Таразе именем Героя назван переулок (ныне улица Яковлева);
- в селе Завьялово именем Героя названа улица;
- в посёлке Чистоозёрное Новосибирской области именем Героя названа улица (1985)[7];
- в городе Черногорске в честь него названа улица[8].